# Paraklen
Paraklen är en sjö i Ronneby kommun och Tingsryds kommun i Blekinge och ingår i Nättrabyån-Ronnebyåns kustområde. Sjön är 1,9 meter djup, har en yta på 0,196 kvadratkilometer och befinner sig 119 meter över havet. Sjön avvattnas av vattendraget Listerbyån.

## Delavrinningsområde
Paraklen ingår i det delavrinningsområde (625675-147100) som SMHI kallar för Utloppet av Ljusterhövden. Medelhöjden är 120 meter över havet och ytan är 13,36 kvadratkilometer. Det finns ett avrinningsområde uppströms, och räknas det in blir den ackumulerade arean 24,06 kvadratkilometer. Avrinningsområdets utflöde Listerbyån mynnar i havet. Avrinningsområdet består mestadels av skog (67 %). Avrinningsområdet har 1,75 kvadratkilometer vattenytor vilket ger det en sjöprocent på 13,1 %.